# Asesinato de Clare Morrison
Clare Morrison (Australia, c. 1979 - Geelong, Victoria; 18 de diciembre de 1992) fue una niña australiana de 13 años que fue asesinada el 18 de diciembre de 1992 en la localidad de Geelong, en el estado australiano de Victoria. Su cuerpo casi desnudo fue descubierto por unos surfistas la madrugada del ya 19 de diciembre cerca de Bells Beach, golpeado, estrangulado y mordido por un tiburón. El asesinato sigue sin resolverse.

## Muerte
Morrison fue vista por última vez la noche del 18 de diciembre en el centro comercial de Geelong diciendo a su amiga que iba a coger el autobús para volver a casa y conseguir dinero para las compras de Navidad. Algunos testigos también afirmaron que "parecía estar borracha". La única pista que obtuvo la policía local fue la de Shane McLaren, de 18 años, que informó de que la habían visto subir a un Holden Commodore azul con dos hombres. Sin embargo, varios meses después, la policía descubrió que la denuncia era falsa y McLaren fue fichado por perjurio. Tras el fallecimiento de otro sospechoso, McLaren, adicto confeso al "hielo" o "cristal" (sobrenombres vulgares para referirse a la metanfetamina), sigue siendo el único sospechoso del asesinato de Morrison.

## Hechos posteriores
La policía anunció a los pocos compases de la investigación una recompensa de 50 000 dólares australianos a cambio de cualquier información relacionada con el asesinato.
En diciembre de 2017, el hermano de Morrison, Andrew, en una entrevista con el Geelong Advertiser, dijo: "Acabo de enterarme de que la noche en que [Clare y sus amigos] estaban todos merodeando por la ciudad, unos ocho de ellos, antes de que se fueran en un coche y se dirigieran todos a Point Addis. Allí es donde se reunieron, en el acantilado que da a Bell Beach. Sin embargo, Clare no se fue con ellos. Estaba oscuro y, en esta época del año con el horario de verano, debieron de estar allí pasadas las nueve o las diez de la noche". Añadió: "encontraron a mi hermana por la mañana temprano y debió de estar mucho tiempo en el agua para que la atacaran los tiburones, si eso es cierto, así que creo que no la vieron, es una ventana muy pequeña. Una de estas personas podría ser la que destape el caso".